# Kana (現代美術家)
Kana（かな、本名・ともひろ かなこ）は、長崎県出身の立体造形を得意とする現代美術家。長崎県立長崎北陽台高等学校卒業、2007年大分大学大学院教育学研究科教科教育専攻美術教育専修修士課程修了。

## 主な展覧会
- 2012年 - Pickup Artist展vol.2　招待出展(アートプラザ、大分市)
- 2013年 - 行動美術大分展　新人賞　受賞
- 2014年 - PickupArtist展vol.4 kawaii展 招待出展（アートプラザ、大分市）
- 2015年 - Pickup Artist展vol.5　招待出展(アートプラザ、大分市)
- 2016年 - 大分のアートシーン　CIAO！〝進世代〟の胎動(大分市美術館、大分市)
- 2017年 - 個展「ちぇりっこがやって来た」（昭和の町展示館、豊後高田市）[1][2]
- 2018年 - 第33回国民文化祭・おおいた2018　回遊劇場（大分市）[3]